# Пастърма
Пастърмата (на азербайджански: Basdırma; на арменски: Չորմիս; на турски: Pastırma) е консервиран чрез осоляване и сушене траен продукт от телешко, овче, свинско, конско или козе месо.
Оксфордската енциклопедия (The Oxford Encyclopedia of Food and Drink) определя пастърма като думата, ползвана от османците за византийски продукт от сушено говеждо наричан paston, а според друга легенда конните воини на Чингис хан слагали парчета месо под седлото, като така се притискало и изсушавало. Има два вида пастърма – обикновена и кайзер. И при двата вида задължителните етапи на приготвянето включват осоляване на месото и сушене на проветриво място. При кайзер пастърмата има допълнително нанасяне на слой подправки (овалване или намазване).

## Начин на приготвяне
Месото се осолява и притиска в преса или под тежест, за да се обезводни, после се овалва в смес от подправки.